# Île des Canards
L'île des Canards est une ancienne île située sur le Rhône, dans le département du Gard en région Occitanie, appartenant administrativement à Fourques.

## Description
L'île des Canards est reliée de nos jours à l'île des Sables, ce qui forme la presqu'île des Sables dite Pointe de Trinquetaille, pointe nord de la Camargue.